# Chinasat 6A
Chinasat 6A (Zhongxing 6A, ZX 6A, Sinosat-6, Xinnuo 6) ist ein geostationärer Kommunikationssatellit der Chinasat-Baureihe, der von der Chinesischen Akademie für Weltraumtechnologie entwickelt und von der China Satellite Communications Corporation, auch bekannt als „China Satcom“ (中国卫通集团股份有限公司) betrieben wird. Beide Firmen sind Tochterunternehmen der China Aerospace Science and Technology Corporation.
Der Satellit wurde am 4. September 2010 durch eine Rakete vom Typ CZ-3B vom Kosmodrom Xichang aus ins All gebracht und sollte bei 125° Ost positioniert werden. Im Mai 2022 befand sich der Satellit bei 106° West südlich von Kalifornien.
Chinasat 6A basiert auf dem DFH-4 Satellitenbus und ist mit 24 C-Band, 8 Ku-Band und einem S-Band-Transponder ausgestattet. Als Lebenserwartung sind 15 Jahre geplant, wobei er den bisherigen Chinasat 5C ersetzen soll. Durch ein Leck strömte jedoch Helium aus, das zum Druckaufbau im Antriebssystem benötigt wird, so dass die volle Lebensdauer nicht erreicht wurde.